# كامليا انتخابي فرد
كامليا انتخابي فرد (بالإنجليزية: Camelia Entekhabifard) هي صحافية إيرانية ومؤلفة كتب، عرف عنها كمحللة سياسية لمعظم القضايا ذات الصلة بالسياسة الخارجية لإيران وأفغانستان. وقد قمت عدد من الصحف المرموقة مثل نيويورك تايمز، لوموند ديبلوماتيك، و‌هافينغتون بوست، الأهرام، الشرق الأوسط، الحياة و‌الجزيرة و‌العربية بنشر منشورات سياسية لها. وفي مارس عام 2007 صدر لها كتاب مذكرات بعنوان كامليا (ISBN 1583227199) وترجم كتابها إلى لغات عالمية عدة منها الإيطالية والتركية واليابانية والبرتغالية والعربية.